# Битка код Пон Ноајела
Битка код Пон Ноајела вођена је 23-24, децембра 1870. године између француске и немачке војске током Француско-пруског рата. Завршена је победом француске војске.

## Битка
Француска Северна армија генерала Федерба (око 43.000 људи и 82 топа) је средином децембра 1870. године упућена у правцу Амијена. Немачка 1. армија (око 45.000 људи) под командом генерала Мантојфела, после освајања Руана, је принуђена да се повуче ка Соми не чекајући долазак планираних појачања. Суочен са приближавањем немачких снага. генерал Федерб је 19. децембра посео положаје за одбрану на речици Алији. Немачка 1. армија напала је 23. децембра. Крваве борбе са промењивим исходом трајале су до 19 часова. Сам Пон Ноајел неколико пута је прелазио из руке у руку. Најзад је остао у рукама Немаца. Због велике хладноће и изнурености, ниједна од страна није била способна за наставак борби. Сутрадан око 14 часова, Французи су започели неометано повлачење ка североистоку. Губици: Французи око 2300, Немци око 1000.